# Stimmhafte alveolare Affrikate
Eine stimmhafte alveolare Affrikate ist ein Doppelkonsonant, der aus der Abfolge eines Plosivs (Verschlusslauts) und eines nachfolgenden Frikativs (Reibelaut) besteht, die beide stimmhaft sind und an den Alveolen (am Zahndamm) gebildet werden. Die phonetische Transkription ist: [dz]. Diese Art von Affrikaten kommt im Ungarischen vor (repräsentiert durch dz, z. B. bodza, „Holunder“), im Italienischen (zero, „null“) und findet sich auch im Neugriechischen (καλικάντζαρος [kaliˈkandzarɔs] „Kobold“) und Georgischen (Buchstabe ძ, z. B. ძალიან, dsalian, „sehr“). Am Wortschluss tritt der Laut auch im Englischen auf, wie etwa in „words“.
Im Deutschen kommt stattdessen die stimmhafte postalveolare Affrikate vor.